# Uralophantes
Uralophantes là một chi nhện trong họ Linyphiidae.